# Kościół św. Kazimierza w Warszawie (Mokotów)
Kościół św. Kazimierza – kościół rzymskokatolicki znajdujący się przy ul. Chełmskiej 21aw Warszawie, w dzielnicy Mokotów. 
Siedziba Zgromadzenia Zmartwychwstańców.